# Großsteingrab Donnern
Das Großsteingrab Donnern war eine megalithische Grabanlage der jungsteinzeitlichen Trichterbecherkultur bei Donnern, einem Ortsteil von Loxstedt im Landkreis Cuxhaven (Niedersachsen). Es wurde um 1845 zerstört. Sein genauer Standort ist nicht überliefert. Auch über Ausrichtung, Maße und Grabtyp liegen keine näheren Angaben vor.